# 대한민국 육군의 사단 목록
이 문서는 대한민국 육군의 사단 목록이다.

## 보병
- 제1보병사단 "전진"
- 제3보병사단 "백골"
- 제5보병사단 "열쇠"
- 제6보병사단 "청성"
- 제7보병사단 "칠성"
- 제9보병사단 "백마"
- 제12보병사단 "을지"
- 제15보병사단 "승리"
- 제17보병사단 "번개"
- 제21보병사단 "백두산"
- 제22보병사단 "율곡"
- 제25보병사단 "비룡"
- 제28보병사단 "무적태풍"

## 기계화보병/기동/신속대응
- 수도기계화보병사단 "맹호" : 1949년 6월 20일 창설, 1973년 3월 21일 기계화보병사단으로 개편
- 제8기동사단 "오뚜기" : 1949년 6월 20일 창설, 2010년 3월 1일 기계화보병사단으로 개편, 2021년 1월 1일 기동사단으로 개편
- 제11기동사단 "화랑" : 1950년 8월 27일 창설, 2004년 12월 1일 기계화보병사단으로 개편, 2021년 1월 1일 기동사단으로 개편
- 제2신속대응사단 "노도" : 2021년 1월 1일 창설

## 지역방위
- 제31보병사단 "충장"
- 제32보병사단 "백룡"
- 제35보병사단 "충경"
- 제36보병사단 "백호"
- 제37보병사단 "충용"
- 제39보병사단 "충무"
- 제50보병사단 "강철"
- 제51보병사단 "전승"
- 제52보병사단 "화살"
- 제53보병사단 "충렬"
- 제55보병사단 "봉화"
- 제56보병사단 "북한산"

## 동원
- 제60보병사단 "권율"
- 제66보병사단 "횃불"
- 제72보병사단 "올림픽"
- 제73보병사단 "충일"
- 제75보병사단 "철마"

## 해체 및 재편 사단
- 제2보병사단 "노도" : 2019년 12월 6일 해체 후 2021년 제2신속대응사단이 승계
- 제20기계화보병사단 "결전" : 1953년 2월 9일 창설, 1983년 6월 1일 기계화보병사단으로 개편, 2019년 11월 29일 해체 후 제11기계화보병사단으로 통폐합
- 제23보병사단 "철벽" : 2021년 11월 1일 해체 후 제23경비여단으로 재편
- 제26기계화보병사단 "불무리" : 1953년 6월 18일 창설, 1994년 10월 1일 기계화보병사단으로 개편, 2018년 11월 30일 해체 후 제8기계화보병사단으로 통폐합
- 제27보병사단 "이기자" : 2022년 11월 30일 해체
- 제29보병사단 "태권" : 1959년 1월 1일 해체
- 제30기계화보병사단 "필승" : 1955년 2월 20일 창설, 1991년 10월 1일 기계화보병사단으로 개편[1], 2020년 11월 30일 해체 후 제30기갑여단으로 재편
- 제33보병사단 "번개" : 1982년 8월 5일 해체 후 제17보병사단으로 재편
- 제38보병사단 "치악산" : 1982년 8월 15일 해체 후 1987년 제76보병사단으로 재편
- 제57보병사단 "용마" : 2011년 11월 30일 해체 후 제56보병사단으로 통폐합
- 제61보병사단 "상승" : 2017년 11월 30일 해체
- 제62보병사단 "충룡" : 2008년 12월 1일 해체 후 제32보병사단으로 통폐합
- 제65보병사단 "밀물" : 2017년 11월 30일 해체
- 제67보병사단 "용진" : 2005년 12월 1일 해체 후 제37보병사단으로 통폐합
- 제68보병사단 "철벽" : 1998년 11월 30일 해체 후 제23보병사단으로 재편
- 제69보병사단 "태풍" : 2000년 4월 30일 해체 후 제39보병사단으로 통폐합
- 제70보병사단 "충효" : 2008년 12월 1일 해체 후 제50보병사단으로 통폐합
- 제71보병사단 "선승" : 2016년 11월 30일 해체
- 제76보병사단 "진격" : 2011년 11월 30일 해체

## 같이 보기
- 부대 편성 목록
- 여단
- 연대

## 참고
1. ↑  고중오 (2011년 10월 11일). “제30기계화보병사단 창설 57주년 행사”. 경기신문. 2012년 3월 25일에 확인함.